# Боривітер смугастогрудий
Боривітер смугастогрудий (Falco zoniventris) — вид хижих птахів родини соколових (Falconidae).

## Поширення
Ендемік Мадагаскару. Він досить поширений на заході та півдні, досить рідкісний на північному заході, півночі та сході і, нарешті, дуже рідкісний на високих плато.

## Опис
Цей птах має близько 35 см завдовжки. Голова сіра без вусів з міцним чорним дзьобом, облямованим жовтим воском, як і оголені навколоочні ділянки та ноги. Очі блідо-жовті. Верхня частина тіла і крила синьо-сірі з смугами чорно-коричневого кольору. Грудна клітка ряба. Черевце і підхвіст мають коричневий колір з чіткими перегородками. Синьо-сірий хвіст має від шести до восьми темних смуг.

## Спосіб життя
Цей вид споживає дрібну здобич: безхребетних, таких як комахи (прямокрилі та твердокрилі), і хребетних, таких як рептилії з родів Phelsuma та Chamaeleo.
Розмножується з вересня по грудень. Самиця шукає отвір у дереві або старе гніздо, щоб відкласти три жовтуваті яйця.